# Plenário (legislativo)
O plenário de uma legislatura ou câmara é o lugar onde os membros se sentam e fazem discursos. Quando uma pessoa está falando ali formalmente, diz-se que ela "tem a palavra". A Câmara dos Comuns e a Câmara dos Lordes do Reino Unido; a Câmara dos Representantes dos EUA e o Senado dos EUA têm todos "plenários" com procedimentos e protocolos estabelecidos.
Atividades no plenário de um conselho ou legislatura, como debates, podem ser contrastadas com reuniões e discussões que ocorrem em comissões, para as quais geralmente existem salas de comissão separadas. Algumas ações, como a revogação de um veto executivo, só podem ser tomadas no plenário.

## Brasil

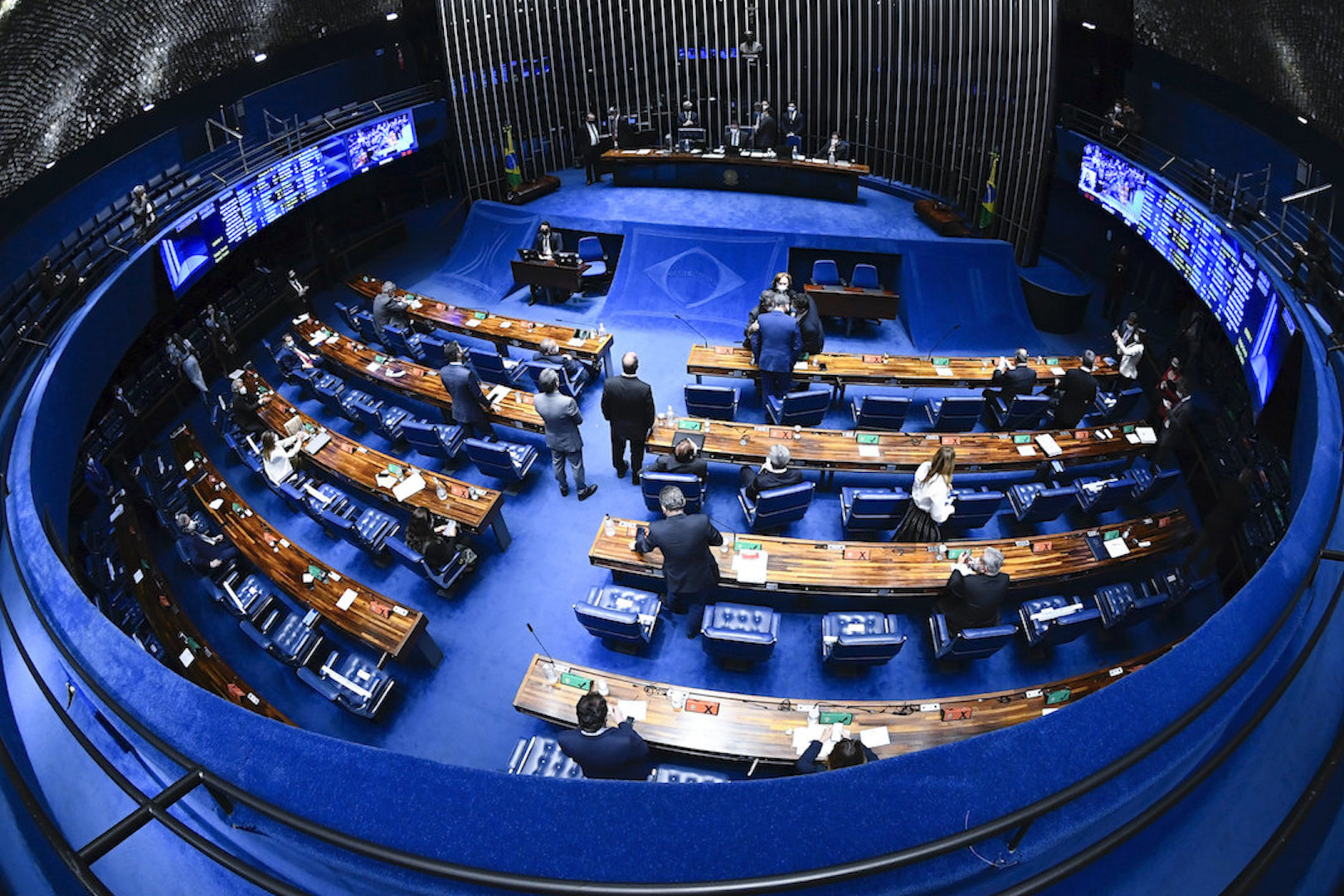
Imagem do Plenário do Senado Federal do Brasil

O Brasil possui dois órgãos legislativos principais com plenários que desempenham papéis cruciais no processo legislativo: a Câmara dos Deputados e o Senado Federal, tem seus plenários denominados de Plenário Ulysses Guimarães e Plenário do Senado Federal, respectivamente. Esses órgãos formam o Congresso Nacional do Brasil e operam sob regras e estruturas diferentes.

## Reino Unido
No plenário da Câmara dos Comuns do Reino Unido, usa-se uma configuração retangular com os ministros do governo e seu partido sentados à direita do Presidente que preside a sessão e os partidos de oposição sentados nos bancos opostos. Os membros não têm permissão para falar entre as linhas vermelhas no chão, que marcam os limites de cada lado. Tradicionalmente, essas linhas estão separadas por duas comprimentos de espada para mitigar a possibilidade de conflito físico. Se um membro muda de aliança entre os dois lados, diz-se que ele cruzou o plenário. Apenas os membros e os oficiais essenciais da casa, como os escrivães, são permitidos no plenário enquanto o parlamento está em sessão.

## Estados Unidos

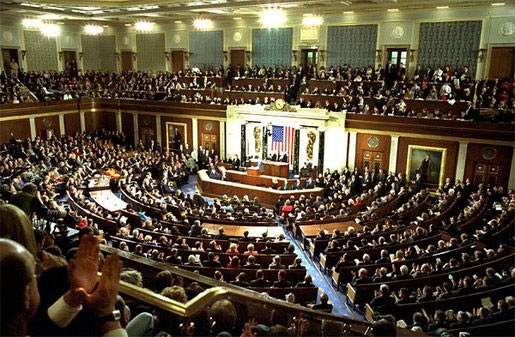
Sessão legislativa conjunta (realizada com todos os membros da Câmara dos Representantes e do Senado americano) na Câmara dos Representantes, em 28 de janeiro de 2003. No palanque central, o Presidente George W. Bush realizando seu discurso.

Os dois plenários importantes do governo federal dos EUA estão na Câmara dos Representantes e no Senado. As regras de procedimento de ambos os plenários evoluíram para alterar o equilíbrio de poder e tomada de decisão entre os plenários e as comissões. Ambos os plenários foram transmitidos publicamente até 1986. Os procedimentos para a aprovação de legislação são bastante variados com diferentes graus de envolvimento do partido, comissão e conferência. Em geral, durante o final do século 20, o poder dos plenários aumentou e o número de emendas feitas no plenário aumentou significativamente.